# Малхойяха
Малхойяха (устар. Малхой-Яха) — река в России, протекает по территории Пуровского района Ямало-Ненецкого автономного округа. Устье реки находится в 140 км по левому берегу реки Пур. Длина реки — 141 км, площадь водосборного бассейна — 2080 км².

## Притоки
(км от устья)
- 4 км: река без названия
- 10 км: Есетаяха
- 15 км: Хояха
- 23 км: Варкъяха
- 74 км: Таркахарвута
- 78 км: Ярайнадояха
- 105 км: Сидэяха
- 114 км: Нягуяха
- 125 км: Нерхаяха

## Данные водного реестра
По данным государственного водного реестра России относится к Нижнеобскому бассейновому округу, водохозяйственный участок реки — Пур, речной подбассейн реки — подбассейн отсутствует. Речной бассейн реки — Пур.